# Miguel Segura
Miguel Segura (ur. 15 lutego 1963) – piłkarz kostarykański grający na pozycji bramkarza.

## Kariera
W 1990 roku Segura został powołany przez selekcjonera Velibora Milutinovicia do kadry Kostaryki na Mistrzostwa Świata we Włoszech. Tam był rezerwowym bramkarzem dla Luisa Gabela Conejo oraz Hermidia Barrantesa i nie rozegrał żadnego spotkania. Był wówczas piłkarzem Deportivo Saprissa. W sezonie 1988/1989 przez kolejne 855 minut nie puścił gola, czym ustanowił rekord w historii kostarykańskiej Primera División.